# Suite Lemminkäinen
 (octobre 2024).
Si vous disposez d'ouvrages ou d'articles de référence ou si vous connaissez des sites web de qualité traitant du thème abordé ici, merci de compléter l'article en donnant les références utiles à sa vérifiabilité et en les liant à la section « Notes et références ».
Quatre légendes
Les Légendes de Lemminkäinen (sous-titré Quatre légendes), op. 22, sont un ensemble de quatre pièces symphoniques écrites par Jean Sibelius entre 1893 et 1895. Elles sont inspirées du Kalevala, cycle mythique finlandais, décrivant les aventures de Kullervo.

## Historique
Peu de temps après la réception enthousiaste de la première représentation d'En saga, Sibelius lut l'essai Oper und Drama de Wagner. Il fut convaincu que la musique sans paroles ne pouvait pas satisfaire les mélomanes. Il envisagea un opéra qui devait porter le titre de La Construction du bateau, sur un livret de Juhana Heikki Erkko. L'opéra était construit à partir des poèmes 8 et 16 du Kalevala.
Sibelius indiqua qu'il avait terminé l'ouverture de l'opéra à sa résidence d'été à Ruovesi, en 1893. De l'ouverture plus tard, il a tiré Le Cygne de Tuonela, qui fait partie de la Suite Lemminkäinen. L'écriture de l'opéra fut interrompue par une œuvre commandée, la musique de Karelia. Vers la fin de l'année, Sibelius montra l'esquisse du livret à Kaarlo Bergbom, qui était une figure influente dans les cercles de théâtre et d'opéra finlandais. Cependant, Bergbom ne considéra pas le sujet comme assez dramatique pour être mis en scène.
Afin de renforcer son intérêt pour l'opéra, le compositeur alla au Festival Wagner à Bayreuth à l'été 1894. Il voua rapidement un culte au compositeur allemand, mais il admit en même temps que Parsifal et Tristan et Isolde écrasaient ses propres œuvres. Il sentit qu'il lui était impossible de poursuivre sa carrière en tant que compositeur.
Sibelius rompt alors avec Wagner et étudie les œuvres de Liszt. Il écrit à sa femme le 19 août 1894 : « Je suis réellement un peintre et un poète des notes. L’opinion de Liszt sur la musique est celle dont je me rapproche le plus. De là mon intérêt pour le poème symphonique … en ce moment je travaille sur un sujet qui m'est très cher. Je vous le dirai quand je reviendrai. » Il est probable que le « cher sujet » mentionné dans la lettre soit la première forme de la Suite Lemminkäinen, qui a commencé à prendre forme à partir des fragments de l'opéra La Construction du bateau.
On ne sait pas dans quelle mesure la pièce d'ouverture, Lemminkäinen et les jeunes filles de l'île, et le final, Le Retour de Lemminkäinen, sont basés sur le plan de l'opéra.
Au début d'avril 1896, Sibelius commença les répétitions d'orchestre de sa Suite Lemminkäinen. Une fois de plus l'orchestre trouva la musique difficile et entra presque en rébellion, exactement comme dans les premières répétitions pour Kullervo et En saga. Pendant les répétitions, on dit que l'épouse du compositeur pleurait derrière la porte en écoutant les querelles.
La première version fut créée le 13 avril 1896 par l'Orchestre philharmonique d'Helsinki dirigé par Jean Sibelius. Du fait de la critique, les première et troisième pièces ne furent plus données avant d'être réintégrées dans le cycle en 1935. 
Une révision fut faite en 1897 et jouée le 1er novembre 1897. L’accueil fut généralement favorable, sauf de la part du même critique qu’en 1896 : « Ce genre de musique semble purement pathologique… ». Après ces deux seules exécutions Sibélius retira intégralement toute la Suite.
La version finale des 2e et 4e pièces a été écrite en 1900. Celle des 1re et 3e pièces a été écrite en 1939 en vue d’une exécution à New York.
En 1947, Sibelius intervertit les seconde et troisième pièces. Le tout ne sera enfin publié qu’en 1954, après encore quelques ultimes retouches.

## Structure
La suite se compose de quatre mouvements :
1. Lemminkäinen et les jeunes filles de l'île (inspirée des chants XI et XXIX du Kalevala) : Lemminkäinen se réfugie dans une île, comportant de nombreuses jeunes filles, peu après avoir tué le souverain d'un royaume voisin.
2. Le Cygne de Tuonela, inspirée du chant XIV. Elle était initialement la troisième pièce du cycle avant que le musicien n'intervertisse ces deux dernières en 1947. Tuonela est le royaume des morts, entouré d'un fleuve noir sur lequel nage un cygne de la même couleur. Le cor anglais, symbolisant l'animal funèbre, est omniprésent.
3. Lemminkäinen à Tuonela, inspirée du chant XV : le héros a été tué et sa mère vient chercher sa dépouille dans le fleuve bordant le royaume des morts et le ressuscite. Jusqu'en 1947, cette pièce était placée à la seconde place.
4. Le Retour de Lemminkäinen, inspirée des chants XXIX et XXX : le héros rentre chez lui. Cette pièce a été profondément remaniée et notamment écourtée en 1896 par rapport à sa version initiale. La seconde version de cette pièce modifiée en 1897 a été créée le 1er novembre 1897.

L'exécution totale du cycle dure environ cinquante minutes.